# Fusibilidade
Fusibilidade é a facilidade com que um material derrete. Qualidade daquilo que se funde.É a propriedade que alguns materiais apresentam de passagem do estado sólido ao líquido por ação do calor. Materiais tais como solda requerem um baixo ponto de fusão de modo que quando o calor é aplicado a uma junta, a solda irá derreter antes dos materiais a soldar derreterem, isto é, alta fusibilidade. Por outro lado, os tijolos refratários utilizados para revestimentos de fornos apenas se fundem a temperaturas muito altas e, portanto, têm baixa fusibilidade. Materiais que só derretem a temperaturas muito altas são chamados materiais refratários.